# Occhiali asimmetrici

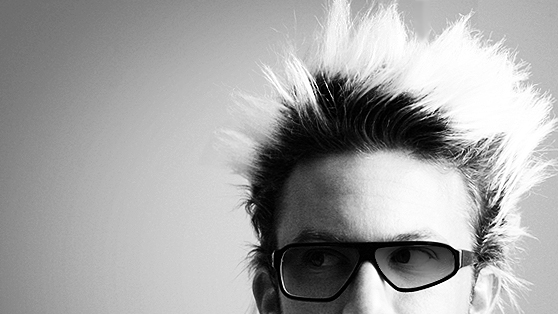
Esempio di occhiali asimmetrici.

L'occhiale asimmetrico è un accessorio d'abbigliamento, di moda negli anni 1980 ma ripreso anche successivamente da importanti designer.
Vista la natura prettamente estetica e meno funzionale, i modelli erano generalmente per un utilizzo diurno (occhiali da sole) e più raramente con lenti correttive da vista. Il materiale prediletto era la plastica, tagliata in modo per l'appunto asimmetrico, senza che l'occhiale dovesse peraltro rispondere alle normative successivamente introdotte per il commercio di qualunque tipo di occhiale.